# Neulette
Neulette é uma comuna francesa na região administrativa de Altos da França, no departamento de Pas-de-Calais. Estende-se por uma área de 1,36 km². Em 2010 a comuna tinha 28 habitantes (densidade: 20,6 hab./km²).